# Merrill’s Marauders
Merrill’s Marauders (dt. „Merrills Marodeure“), offizielle Bezeichnung 5307th Composite Unit (provisional) (dt. „5307. Kombinierter Verband (provisorisch)“), mit dem Einsatzcode GALAHAD waren eine Spezialeinheit und ein Großverband auf Brigadeebene der United States Army Rangers mit dem Einsatzschwerpunkt Kommandokriegführung und Fernaufklärung. Nach dem Vorbild der britischen Chindits war ihr wesentliches Einsatzziel die Infiltration hinter die japanischen Linien über große Entfernungen.
Zwischen Februar und Mai 1944 wurden die Operationen der Marauder eng mit denen der nationalchinesischen 22. und 38. Division koordiniert, um Nordburma zurückzuerobern und den Weg für den Bau der Ledo-Straße freizumachen, die den indischen Eisenbahnkopf mit der alten Burmastraße nach China verbinden sollte.

## Überblick
Die aus drei Bataillonen zu je zwei Combat Teams à 400 Mann, einer Stabs- und einer Lufttransporteinheit bestehende Truppe, die ihren Spitznamen nach ihrem Kommandeur Brigadier General Frank Merrill erhielt, wurde nach der Quadrant-Konferenz aufgestellt. Die Rekrutierung für die Einheit begann am 1. September 1943. Die Einheit erreichte Indien erst am 31. Oktober 1943 und wurde dort vom britischen Militär ausgebildet. Sie war nur von Ende Februar 1944 bis zu den ersten Augusttagen in Burma im Kampf. Am 10. August 1944 wurde sie aufgelöst.
Am 17. Oktober 2020 verlieh der US-Kongress der Einheit die Congressional Gold Medal, eine der höchsten zivilen Auszeichnungen der Vereinigten Staaten, in Anerkennung „ihrer Tapferkeit und herausragenden Dienste im Dschungel von Burma“.

## Einsatzgeschichte
Im Februar 1944 begannen die Merrill’s Marauders als Teil des Northern Combat Area Command (NCAC) mit ihren Operationen auf dem burmesischen Kriegsschauplatz gegen die Kaiserlich Japanische Armee. Sie waren zu dieser Zeit die einzigen amerikanischen Bodenkampftruppen die für den Kriegsschauplatz China-Burma-Indien bestimmt waren. Während ihres Einsatzes in Burma gelangen der Truppe herausragende Erfolge, darunter die Befreiung eines Gefangenenlagers, in dem auch die letzten Überlebenden des Todesmarschs von Bataan eingesperrt waren.
Die Siege des 5307. wurden jedoch mit einem hohen Blutzoll erreicht. Die Gesamtstärke der Einheit betrug zu Beginn ihrer Operationen 2997 Soldaten und Offiziere. Da einige der Männer nachgeordnete Aufgaben wie Fallschirmausleger und sogenannte „Kicker“ (Männer, die bei Luftabwürfen Versorgungsbündel aus Transportflugzeugen traten) erhielten, betrug die tatsächliche Anzahl der Männer, die sich in den ersten Einsatz am 24. Februar begaben 2750. Nachdem die Operation mit der Eroberung von Walawbum am 7. März endete, hatten etwa 2500 Mann überlebt. Bei der zweiten Mission der Einheit vom 12. März bis 9. April verloren 67 Männer ihr Leben und 379 mussten als Verwundete oder Erkrankte evakuiert werden. Da nun die 5307. auf etwa 2000 Mann geschrumpft war, wurde sie für ihre dritte Mission, die Operation zur Einnahme des Flugplatzes Myitkyina, die am 28. April begann, durch nationalchinesische und burmesische Kachin-Soldaten verstärkt. Nur 1310 Amerikaner erreichten das Ziel, und zwischen dem 17. Mai und dem 1. Juni wurde die große Mehrheit dieser Männer, von denen die meisten an Krankheiten litten, auf dem Luftweg in Krankenhäuser im Hinterland verbracht. Als Myitkyina eingenommen wurde, waren nur rund 200 der ursprünglichen Einheit anwesend. Eine Woche nach dem Fall von Myitkyina, am 10. August 1944, wurde die 5307., mit einer Mannstärke von nur noch 130 einsatzfähigen Soldaten von den ursprünglich rund 3000, aufgelöst.

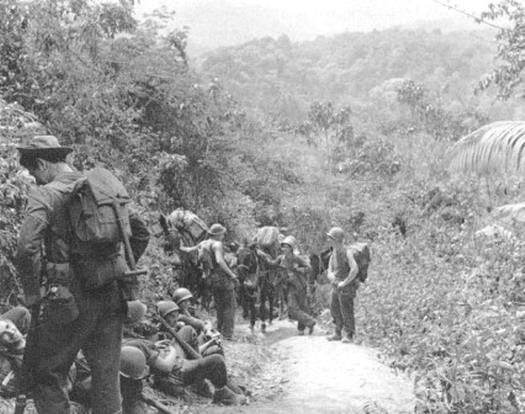
Marauders während einer Marschpause auf einem Dschungelpfad in der Nähe von Nhpum Ga

### Kämpfe
|                                                       | Beginn           | Ende           |
| ----------------------------------------------------- | ---------------- | -------------- |
| Schlacht bei Walawbum                                 | 28. Februar 1944 | 7. März 1944   |
| Angriffe auf japanische Nachschubwege im Hukawng-Tal. | März 1944        | April 1944     |
| Myitkyina Flugfeld und Straßenblockade bei Nhpum Ga   | 28. April 1944   |                |
| Belagerung von Myitkyina                              | 17. Mai 1944     | 3. August 1944 |

## Aufstellung
Als die Größe der Bataillone am 1. September 1943 auf 1000 Mann festgelegt worden war, begann das US-Kriegsministerium Personal aus im Dschungel ausgebildeten und im Dschungel erprobten Truppen, hauptsächlich Infanteristen, zu rekrutieren. Um die geplanten langen Märsche in dem unwegsamen Gebieten in Burma überstehen zu können, forderte General George C. Marshall 300 Freiwillige, die  "von hoher körperlicher Robustheit und Ausdauer" aus dem Südwestpazifik, 700 aus dem Südpazifik und jeweils 1000 vom Caribbean Defense Command und den Army Ground Forces in den Vereinigten Staaten an.
Die Süd- und Südwestpazifikkommandos wählten daraufhin 950 Männer aus Veteranen von Guadalcanal, Neuguinea und anderen Operationen in diesen Kriegsschauplätzen aus. Das Caribbean Defense Command schickte ebenfalls 950 weitere Soldaten, die auf Trinidad und Puerto Rico gedient hatten. Eine ähnlich hohe Zahl stammte von hochqualifizierten Einheiten in den Vereinigten Staaten.
| Befehlshaber: Brigadegeneral Frank Merrill Stellvertreter: Oberst Charles N. Hunter | Befehlshaber: Brigadegeneral Frank Merrill Stellvertreter: Oberst Charles N. Hunter | Befehlshaber: Brigadegeneral Frank Merrill Stellvertreter: Oberst Charles N. Hunter | Befehlshaber: Brigadegeneral Frank Merrill Stellvertreter: Oberst Charles N. Hunter |
| ----------------------------------------------------------------------------------- | ----------------------------------------------------------------------------------- | ----------------------------------------------------------------------------------- | ----------------------------------------------------------------------------------- |
|                                                                                     | Kampfguppen                                                                         | Befehlshaber                                                                        | Größe                                                                               |
| 1. Bataillon                                                                        |                                                                                     | Oberstleutnant William L. Osborne                                                   | 1000                                                                                |
|                                                                                     | Rot                                                                                 | Major Edward M. Ghiz                                                                |                                                                                     |
|                                                                                     | Weiß                                                                                | Major Caifson Johnson                                                               |                                                                                     |
| 2. Bataillon                                                                        |                                                                                     | Oberstleutnant George A. McGee                                                      | 1000                                                                                |
|                                                                                     | Blau                                                                                | Major Richard W. Healy                                                              |                                                                                     |
|                                                                                     | Grün                                                                                | Hauptmann Thomas E. Bogardus                                                        |                                                                                     |
| 3. Bataillon                                                                        |                                                                                     | Oberstleutnant Charles E. Beach                                                     | 1000                                                                                |
|                                                                                     | Orange                                                                              | Major Lawrence L. Lew                                                               |                                                                                     |
|                                                                                     | Khaki                                                                               | Major Edwin J. Briggs                                                               |                                                                                     |
| Gefechtsstandgruppe                                                                 |                                                                                     | Major Louis J. Williams                                                             |                                                                                     |
| Versorgungsoffizier                                                                 |                                                                                     | Major Edward T. Hancock                                                             |                                                                                     |

1. ↑  Jede Kampfgruppe (Combat-Team) bestand aus je:

1 Hauptquartier-Zug, 

1 Geheimdienst- und Aufklärungszug, 

1 Pionier- und Sprengzug, 

1 Medizinische Abteilung, 

1 Schwerwaffenzug (3 schwere Maschinengewehre, 4 81-mm-Mörser), 

1½ Schützenkompanien, 

½ Hauptquartier

| Gattung                     | Anzahl |
| --------------------------- | ------ |
| Raketen                     | 6      |
| Mörser (60 mm)              | 10     |
| Mörser (81 mm)              | 7      |
| Schwere Maschinengewehre    | 7      |
| Leichte Maschinengewehre    | 6      |
| Maschinenpistolen           | 102    |
| Automatikgewehre (Browning) | 54     |
| Gewehre (M1)                | 624    |
| Pistolen                    | 4      |

Die 5307. verfügte zudem über 139 Pferde und Maultiere.